# Pakowate
Pakowate (Cuniculidae) – monotypowa rodzina ssaków z podrządu jeżozwierzowców (Hystricomorpha) w obrębie rzędu gryzoni (Rodentia). Obejmuje 2–3 gatunki, z których jeden stanowi źródło mięsa uzyskiwanego dzięki polowaniom i hodowli.

## Budowa
Długość ciała (bez ogona) 500–800 mm, długość ogona 13–35 mm, długość tylnej stopy 95–130 mm, długość ucha 32–56 mm, wysokość w kłębie 270–310 mm; masa ciała 3,2–14 kg; samce są większe i cięższe od samic. Wzór zębowy: I {\displaystyle {\tfrac {1}{1}}} C {\displaystyle {\tfrac {0}{0}}} P {\displaystyle {\tfrac {1}{1}}} M {\displaystyle {\tfrac {3}{3}}} (x2) = 20. Paka nizinna osiąga długość ciała od 65 do 70 cm, podczas gdy paka górska jest mniejsza. Masa ciała paki nizinnej osiągać może 12 kg, paka górska waży 2 kg mniej.
Sylwetką pakowate zbliżają się do agutiowatych, z którymi niegdyś były klasyfikowane. Poza większymi rozmiarami różnią się jeszcze od aguti względnie krótszymi a grubszymi kończynami, zakończonymi lepiej wykształconymi palcami. Częściej też od agutiowatych chodzą, rzadziej biegając.
Pakowate cechują się charakterystycznym umaszczeniem. Grzbiet i boki ich ciała pokrywają linie barwy białej, tworzące układ plam tworzących od 3 do 4 linii.

## Systematyka
Rodzinę wyodrębniła w 1918 roku para amerykańskich biologów – botanik i zoolog Gerrit Smith Miller oraz paleontolog James Williams Gidley – w artykule poświęconym streszczeniu grup superrodzajowych gryzoni, opublikowanym w czasopiśmie Journal of the Washington Academy of Sciences. Rodzaj Cuniculus wprowadził w 1762 roku francuski zoolog Mathurin Jacques Brisson w książce swojego autorstwa poświęconej klasyfikacji królestwa zwierząt. Brisson w swoim pierwotnym opisie nie wskazał gatunku typowego, w ramach późniejszego oznaczenia w 1998 roku ICZN na typ nomenklatoryczny wyznaczyła pakę nizinną (C. paca).

### Etymologia
- Cuniculus: łac. cuniculus ‘królik’[30].
- Agouti: fr. agouti lub hiszp. agutí ‘aguti’, od tupi agutí, agoutí lub acutí ‘aguti’[31]. Gatunek typowy (oznaczenie monotypowe): Mus paca Linnaeus, 1766.
- Coelogenus (Coelogenys, Caelogenus, Caelogenys, Caelogonus, Genyscoelus, Cologenis, Cuelogeruis): gr. κοιλος koilos ‘wydrążony, pusty’; γενυς genus, γενυος genuos ‘policzek’[32]. Gatunek typowy (oznaczenie monotypowe): Coelogenus subniger F. Cuvier, 1807 (= Mus paca Linnaeus, 1766).
- Paca: hiszp. paca lub port. paca ‘paka’, od tupi paka ‘paka’[33]. Gatunek typowy (oryginalne oznaczenie): Paca maculata Fischer, 1814 (= Mus paca Linnaeus, 1766).
- Osteopera: gr. οστεον osteon ‘kość’; πηρα pēra ‘skórzana torba, sakwa’[34]. Gatunek typowy (oznaczenie monotypowe): Osteopera platycephala Harlan, 1825 (= Mus paca Linnaeus, 1766).
- Mamcoelogenysus: modyfikacja zaproponowana przez meksykańskiego przyrodnika Alfonso Luisa Herrerę w 1899 roku polegająca na dodaniu do nazwy rodzaju przedrostka Mam (od Mammalia)[35].
- Stictomys: gr. στικτος stiktos ‘cętkowany, kropkowany’, od στιζω stizō ‘tatuować’[36]; μυς mus, μυος muos ‘mysz’[37]. Gatunek typowy (oryginalne oznaczenie): Caelogenys taczanowskii Stolzmann, 1865.

### Podział systematyczny
Pozycja systematyczna pak była przedmiotem dyskusji: Husson (1978), Cabrera (1961) oraz McKenna i Bell (1997) umieszczali paki w rodzinie agutiowatych, Starretta (1967) proponował wydzielenie podrodziny Cuniculinae. Badania chromosomów, allozymów i sekwencji danych mogą być pomocą w określeniu odrębności rodziny Cuniculidae. Ważność taksonu C. hernandezi (paka kordylierska) opisanego w 2010 roku jest wciąż przedmiotem dyskusji, wobec powyższego w obrębie rodzaju zoolodzy wyróżniają dwa występujące współcześnie gatunki:
| Grafika | Gatunek                | Autor i rok opisu | Nazwa zwyczajowa | Podgatunki         | Rozmieszczenie geograficzne | Podstawowe wymiary                       | Status IUCN |
| ------- | ---------------------- | ----------------- | ---------------- | ------------------ | --- | ---------------------------------------- | ----------- |
|         | Cuniculus paca         | (Linnaeus, 1766)  | paka nizinna     | 5 podgatunków      | wschodni i południowy Meksyk na południe do Boliwii, Paragwaju, północno-wschodniej Argentyny i Urugwaju; introdukowany na Kubę i Małe Antyle; zakres wysokości: 0–2000 m n.p.m. | DC: 50–77 cm DO: 1,3–3,5 cm MC: 5–14 kg  | LC          |
|         | Cuniculus taczanowskii | (Stolzmann, 1865) | paka górska      | gatunek monotypowy | Andy w północno-zachodniej Wenezueli, Kolumbii, Ekwadorze, Peru i północnej Boliwii (La Paz); zakres wysokości: 1700–4000 m n.p.m.                                               | DC: 50–80 cm DO: 2,1–3 cm MC: 3,2–5,2 kg | NT          |

Kategorie IUCN:  LC  – gatunek najmniejszej troski,  NT  – gatunek bliski zagrożenia.
Opisano również gatunek wymarły z czwartorzędu dzisiejszej Brazylii:
- Cuniculus rugiceps (Lund, 1837)

## Cykl życiowy
Paka nizinna dojrzałość płciową osiąga po roku swego życia. Od tego czasu może przystąpić do rozrodu raz do roku. Połowa populacji, zwłaszcza starsze samice, może mieć miot 2 razy w roku. Samica zachodzi w ciążę, po której wydaje na świat pojedynczego noworodka. Karmi go następnie mlekiem przez 3 miesiące.

## Rozmieszczenie geograficzne
Rodzaj obejmuje gatunki występujące w Ameryce (Meksyk, Belize, Gwatemala, Salwador, Honduras, Nikaragua, Kostaryka, Panama, Kolumbia, Wenezuela, Trynidad i Tobago, Gujana, Surinam, Gujana Francuska, Brazylia, Ekwador, Peru, Boliwia, Paragwaj, Urugwaj i Argentyna).

## Ekologia
Paki zamieszkują lasy, nizinne w przypadku paki nizinnej i górskie w przypadku paki górskiej. Paki aktywne są nocą. Zamieszkują nory, które mogą kopać sobie same bądź też wykorzystują nory wykopane uprzednio przez zwierzęta innych gatunków, które przystosowują do swych potrzeb. Paka nizinna żyje samotnie, wykazując terytorializm. Nie nawiązuje poza rozrodem relacji społecznych, a do innych osobników swego gatunku odnosi się z wrogością i agresją.
Pokarm ich stanowią owoce, a w mniejszym stopniu liście i nasiona.

## Wykorzystanie gospodarcze
Człowiek ceni paki z uwagi na smaczne mięso. W latach 80. XX wieku podejmowano nawet próby hodowli tych gryzoni. Na panamskiej wyspie Barro Colorado założono hodowlę paki nizinnej. Wyhodowano rasę o odmiennym od dzikich zwierząt zachowaniu: tolerujących innych osobników swego gatunku, potrafiących żyć w stadzie bez zachowań agresywnych, aktywnych za dnia. Modyfikacje te znacznie ułatwiły hodowlę paki. Nie zmieniło to jednak faktu intensywnych, wręcz nadmiernych polowań na dziko żyjące paki nizinne. Pomimo polowań gatunek nie jest jeszcze zagrożony wyginięciem, podczas gdy rzadsza odeń paka górska klasyfikowana jest jako bliska zagrożenia (NT).